# Пузиков, Анатолий Михайлович

Бюст в сквере Славы в Орске

Анато́лий Миха́йлович Пузиков (22 июня 1925, Орск, Оренбургская губерния — 11 ноября 2001, Орск, Оренбургская область) — советский военный деятель. Участник Великой Отечественной войны. Герой Советского Союза (1944). Гвардии майор. Почётный гражданин города Орска. Почётный гражданин Бешенковичского района Республики Беларусь.

## Биография
Анатолий Михайлович Пузиков родился 22 июня 1925 года в Орске в семье рабочего. Русский. Окончил семь классов школы № 10. До призыва на военную службу работал токарем на военном заводе № 257.
В ряды Рабоче-крестьянской Красной Армии А. М. Пузиков был призван Орским городским военкоматом Чкаловской области 17 декабря 1942 года. Прошёл военную подготовку в Орской школе снайперов. В действующей армии красноармеец А. М. Пузиков с февраля 1943 года. В боях с немецко-фашистскими захватчиками Анатолий Михайлович с ноября 1943 года на 2-м Украинском фронте в должности наводчика артиллерийского орудия 186-го гвардейского стрелкового полка 62-й гвардейской стрелковой дивизии 37-й армии. Участвовал в боях за расширение плацдарма на правом берегу Днепра в ходе Пятихатской и Знаменской операций. 14 декабря 1943 года в бою на реке Ингулец он был тяжело ранен и эвакуирован в госпиталь.
После выздоровления А. М. Пузиков в звании младшего сержанта был направлен на 1-й Прибалтийский фронт, где его зачислили автоматчиком в 213-й гвардейский стрелковый полк 71-й гвардейской стрелковой дивизии 6-й гвардейской армии. Перед началом Белорусской стратегической операции Анатолий Михайлович был назначен командиром штурмового отделения автоматчиков. Особо отличился в Витебско-Оршанской операции, составной части операции «Багратион».
Утром 22 июня 1944 года артиллерийская канонада возвестила о начале крупномасштабного наступления 1-го Прибалтийского фронта в Белоруссии. Непосредственно за огневым валом подразделения 213-го гвардейского полка пошли на штурм вражеских укреплений у деревни Орехи Шумилинского района Витебской области Белорусской ССР. Впереди полка наступало отделение гвардии младшего сержанта А. М. Пузикова. Анатолий Михайлович первым ворвался в траншеи врага и в рукопашной схватке лично уничтожил четырёх немецких солдат. 23 июня 1944 года при прорыве немецкой обороны у железнодорожной станции Шумилино гвардии младший сержант Пузиков со своим отделением вновь первым ворвался на позиции неприятеля. Ведя бой в немецких траншеях, он лично истребил трёх вражеских солдат. После освобождения Шумилино, действуя десантом на танках, Анатолий Михайлович со своими бойцами устремился к Западной Двине. 24 июня 1944 года на самодельном плоту под артиллерийско-миномётным обстрелом противника он вместе с гвардии сержантом А. Александровым форсировал водную преграду у села Мамойки Бешенковичского района Витебской области Белорусской ССР, и заняв позицию на левом берегу реки, прикрыл переправу своего отделения. Немцы вскоре обнаружили группу советских бойцов и попытались её ликвидировать. Но гвардейцы стойко удерживали занятые рубежи и отразили все атаки противника, уничтожив при этом до 30 солдат вермахта. На удержанный отделением гвардии младшего сержанта А. М. Пузикова плацдарм вскоре начали переправу основные силы 213-го гвардейского стрелкового полка. Планы немецкого командования остановить наступление советских войск на рубеже Западной Двины были сорваны. За образцовое выполнение боевых заданий командования на фронте борьбы с немецкими захватчиками и проявленные при этом отвагу и геройство указом Президиума Верховного Совета СССР от 22 июля 1944 года гвардии младшему сержанту Пузикову Анатолию Михайловичу было присвоено звание Героя Советского Союза.
О присвоении высокого звания А. М. Пузиков узнал в госпитале, куда он попал после тяжёлого ранения в руку, полученного в боях под Полоцком через несколько дней после событий на Западной Двине. На фронт Алексей Михайлович уже не вернулся. После излечения и церемонии награждения в Кремле его направили в Муромское военное училище связи, которое он окончил в 1947 году. После войны А. М. Пузиков продолжал службу в Советской Армии до 1955 года. В запас он уволился в звании майора. Жил в городе Орске. Работал сначала начальником связи на Нефтеперерабатывающем заводе имени В. П. Чкалова, затем перешёл на должность главного инженера в Орский городской узел связи. После выхода на пенсию Анатолий Михайлович активно занимался военно-патриотической работой, много лет был членом городского Совета ветеранов Великой Отечественной войны. Большую заботу он проявлял о живущих в городе инвалидах войны. За личный вклад в военно-патриотическое воспитание молодёжи и в социально-экономическое развитие города решением Орского городского совета № 234 от 25 августа 1998 года А. М. Пузикову было присвоено звание Почётного гражданина города Орска. Умер Анатолий Михайлович 11 ноября 2001 года от сердечного приступа. Похоронен в Орске на центральной аллее Первомайского кладбища.

## Награды и звания
- Медаль «Золотая Звезда» (22.07.1944);
- орден Ленина (22.07.1944);
- орден Отечественной войны 1-й степени (11.03.1985);
- медали, в том числе:
  - Медаль «За боевые заслуги»;
- почётный гражданин города Орска (1998);
- почётный гражданин Бешенковичского района Республики Беларусь.

## Память
- Бюст Героя Советского Союза А. М. Пузикова установлен в городе Орске на Аллее Героев.

## Документы
- Общедоступный электронный банк документов «Подвиг Народа в Великой Отечественной войне 1941—1945 гг.» Дата обращения: 4 июля 2013. Архивировано из оригинала 13 марта 2012 года.

Представление к званию Героя Советского Союза. Дата обращения: 4 июля 2013. Архивировано 10 июля 2013 года.
Указ Президиума Верховного Совета СССР о присвоении звания Героя Советского Союза. Дата обращения: 4 июля 2013. Архивировано 10 июля 2013 года.
Орден Отечественной войны 1-й степени (информация из карточки награждённого к 40-летию Победы). Дата обращения: 4 июля 2013. Архивировано 10 июля 2013 года.